# Afrikaans kampioenschap voetbal onder 23 - 2019
Het Afrikaans kampioenschap voetbal onder 23 - 2019 dient als het Afrikaanse kwalificatietoernooi voor de Olympische Spelen 2020 in Tokio , Japan. Het toernooi vond plaats in Egypte van 8 tot 22 november 2019. De top 3 plaatste zich voor de Olympische Spelen. Nigeria is de titelhouder.

## Gekwalificeerde landen
De volgende acht landen hebben zich gekwalificeerd voor het eindtoernooi.
| Team              | Aantal deelnames | Beste resultaat in voorgaande toernooien |
| ----------------- | ---------------- | ---------------------------------------- |
| Egypte (Gastland) | 3e               | 3e plaats (2011)                         |
| Kameroen          | 1e               | debuut                                   |
| Ghana             | 1e               | debuut                                   |
| Ivoorkust         | 2e               | Groepsfase (2011)                        |
| Mali              | 2e               | Groepsfase (2015)                        |
| Nigeria           | 3e               | Winnaars (2015)                          |
| Zuid-Afrika       | 3e               | 3e plaats (2015)                         |
| Zambia            | 2e               | Groepsfase (2015)                        |

## Groepsfase

### Groep A
| Pos | Team       | Wed | W | G | V | Ptn | DV | DT | +/− | Kwalificatie       |
| --- | ---------- | --- | - | - | - | --- | -- | -- | --- | ------------------ |
| 1   | Egypte (G) | 3   | 3 | 0 | 0 | 9   | 6  | 3  | +3  | naar halve finales |
| 2   | Ghana      | 3   | 1 | 1 | 1 | 4   | 5  | 4  | +1  | naar halve finales |
| 3   | Kameroen   | 3   | 1 | 1 | 1 | 4   | 3  | 3  | 0   |                    |
| 4   | Mali       | 3   | 0 | 0 | 3 | 0   | 0  | 4  | −4  |                    |

### Groep B
| Pos | Team        | Wed | W | G | V | Ptn | DV | DT | +/− | Kwalificatie       |
| --- | ----------- | --- | - | - | - | --- | -- | -- | --- | ------------------ |
| 1   | Ivoorkust   | 3   | 2 | 0 | 1 | 6   | 2  | 1  | +1  | naar halve finales |
| 2   | Zuid-Afrika | 3   | 1 | 2 | 0 | 5   | 1  | 0  | +1  | naar halve finales |
| 3   | Zambia      | 3   | 0 | 1 | 2 | 1   | 1  | 4  | −3  |                    |
| 4   | Nigeria     | 3   | 1 | 1 | 1 | 4   | 3  | 2  | +1  |                    |

## Eindfase
|  | Halve finale | Halve finale |  |           | Finale | Finale |
|  |              |              |  |           |        |        |
|  |              |              |  |           |        |        |
|  | Egypte       | 3            |  |           |        |        |
|  | Zuid-Afrika  | 0            |  |           |        |        |
|  |              |              |  |           | Egypte | 2      |
|  |              |              |  | Ivoorkust | 1      |        |
|  | Ivoorkust    | 2(3)         |  |           |        |        |
|  | Ghana        | 2(2)         |  |           |        |        |

### Halve finales
|                        |                       |              |                                   |                                    |
| 19 november 2019 15:00 | Ivoorkust             | 2(3) - 2(2)  | Ghana                             | Cairo International Stadium, Caïro |
| 19 november 2019 15:00 | Youssouf Dao '13, '85 | Samenvatting | Yaw Yeboah '51 Evans Mensah '90+2 | Cairo International Stadium, Caïro |

|                        |                                                                     |              |             |                                                         |
| 19 november 2019 19:00 | Egypte                                                              | 3 - 0        | Zuid-Afrika | Cairo International Stadium, Caïro Toeschouwers: 70.000 |
| 19 november 2019 19:00 | Ramadan Sobhi '59 (P) Abdel Rahman Magdy '84 Abdel Rahman Magdy '89 | Samenvatting |             | Cairo International Stadium, Caïro Toeschouwers: 70.000 |

### Wedstrijd om 3e plaats
|                        |                                                      |              |                                          |                                    |
| 22 november 2019 15:00 | Zuid-Afrika                                          | 2(6) - 2(5)  | Ghana                                    | Cairo International Stadium, Caïro |
| 22 november 2019 15:00 | Habib Mohammed '15 (e.d.) Kamohelo Abel Mahlatsi '62 | Samenvatting | Evans Mensah '50 Samuel Obeng Gyabaa '85 | Cairo International Stadium, Caïro |

### Finale
|                        |                                       |              |                              |                                                         |
| 22 november 2019 20:00 | Egypte                                | 2-1          | Ivoorkust                    | Cairo International Stadium, Caïro Toeschouwers: 75.000 |
| 22 november 2019 20:00 | Karim El Eraki '37 Ramadan Sobhi '114 | Samenvatting | Aboubacar Junior Doumbia '89 | Cairo International Stadium, Caïro Toeschouwers: 75.000 |